# 安大略7號省道
7號公路（英語：Highway 7）是加拿大一條現時由安大略省維護的省級公路，位於安省南部，全长约537公里。7號公路過去全長716（445英里），西起薩尼亞市附近的40號公路交匯處，東至渥太華以西的17號公路交匯處。然而，屬高速公路資格的402號和407號公路開通後，省政府便取消倫敦市以西和大多倫多地區以内7號公路路段的省道資格，並將之下放予沿綫的地區政府。7號公路現時分為兩段：西端西起倫敦市以北的4號公路，東至荷頓山，長154.1（95.8英里）；東端西起萬錦市的約克區48號區道，東至坎納塔的417號公路，長381.6（237.1英里），而介乎公路東端和新德蘭（Sunderland）的一段7號公路亦隸屬橫加公路。

## 歷史
安大略省公路廳於1920年2月26日首次制定大北方公路（Great Northern Highway）的走綫：公路當時西起薩尼亞，東至貴湖。公路於1921年4月27日東延至威靈頓縣與荷頓縣的界綫，再於同年5月4日東延至賓頓市的10號公路（即現曉倫大略街）。大北方公路於1925年夏季正式編號為7號公路；公路再於1927年東延至彼得堡。
1930年代初，公路廳決定將7號公路定位為連接多倫多和渥太華的第二條幹綫（當時兩市僅以2號和16號公路組成的走綫連接），因此從1927年至1932年間逐步將7號公路往東伸延至珀斯與15號公路交匯；駕駛人士可經15號公路前往渥太華。
到了1950年代中，有見取道7號和15號公路前往渥太華的交通流量日增，渥太華諮議局（Ottawa Board of Trade）請求省政府將該段15號公路改編為7號公路以方便駕駛人士。公路廳順應要求，於1961年將該段15號公路加設7號公路編號，兩者共構至渥太華；此舉亦令7號公路延長至約700（430英里），達致其高峰長度。公路廳亦於1960年代分別在滑鐵盧區和彼得堡修建哥尼斯達加園林公路（Conestoga Parkway）和彼得堡繞道，繞過原有的7號公路走綫，而7號公路的編號亦轉至該兩條繞道。
1990年代後期，由進步保守黨領導的省政府為了削支而將一系列省級公路下放予地方政府；被下放的省道通常在其附近有另一條規格更高（如達致高速公路資格）的省道，長途交通因此通常轉用後者，前者因此退為次要道路。達致高速公路資格的402號公路於1970年代末開通後，來往薩尼亞市和倫敦市的交通大部分從7號公路轉至402號公路，省府亦因此於1997至98年將該段7號公路下放予蘭布頓縣和米德爾塞克斯縣政府。同樣達致高速公路資格的407號公路開通後，省政府亦從1997年起逐步將大多倫多地區内的7號公路下放予皮爾區和約克區政府，造成現時7號公路分成兩段的局面。

## 外部連結
- 维基共享资源上的相關多媒體資源：安大略7號省道